# Hellula rogatalis
Hellula rogatalis là một loài bướm đêm trong họ Crambidae.